# Макаревич, Юлиан Спиридонович
Юлиа́н Спиридо́нович Макаре́вич, Юлиуш Макаревич (пол. Juliusz Makarewicz; 5 мая 1872, Самбор — 20 апреля 1955, Львов) — польский и советский правовед, профессор уголовного права и ректор Львовского университета, академик, сенатор II Речи Посполитой.

## Биография
Родился в польской семье железнодорожного инженера Спиридона Макаревича и Эмилии Малицкой. Начальное (среднее) образование получил в гимназиях Тарнува и Кракова. В 1889—1893 годах учился на отделении (факультете) права и управления Ягеллонского университета. Осенью 1894 года выехал за границу, занимался научной работой в Халле, Берлине и Париже. После окончания университета (1893) и получения степени доктора права (1894) работал в Краковском краевом суде (до 1904).
С 1904 года был чрезвычайным профессором Ягеллонского университета в Кракове, а с 1907 года — профессором Львовского университета (по кафедре уголовного права). В Львовском университете оставался (с перерывами) до конца жизни, несмотря на изменение границ Польши и государственной принадлежности Львова после Второй мировой войны. В 1909—1912 был деканом и заместителем декана юридического факультета, а в 1923—1925 годах — ректором университета.
С 1919 был членом кодификационной комиссии, руководителем секции материального уголовного права. В 1928 в связи кодификационными работами в Польше посетил США для ознакомления с американским уголовным законодательством.
В 1923 году был избран членом-корреспондентом, а в 1928 — действительным членом Польской АН. В 1933 году был избран почётным членом Американской академии искусств и наук в Бостоне.
С 1925 по 1935 годы (избирался соответственно в 1925, 1928, 1933) был сенатором II Речи Посполитой.
После занятия Львова Красной Армией в 1939 году и закрытия Университета, был лишен должностей и права преподавания. Во время немецкой оккупации Львова преподавал в тайном (катакомбном) университете (с осени 1941 года и до июля 1944 года).
После повторного занятия Львова советскими войсками, 3 января 1945 года арестован НКВД и сначала помещен в тюрьму, а затем этапирован в контрольно-фильтрационный лагерь № 37 в Краснодоне (Луганская обл. УССР), где находился вместе с другими польскими учеными до 8 сентября 1945 года.
После освобождения вернулся во Львов. С 1947 года — снова работал во Львовском университете (до 1954 года).
Умер 20 апреля 1955 года в возрасте 82 лет, похоронен на Лычаковском кладбище.

## Научное наследство
Исследовал проблемы уголовного права. Среди его заслуг — внедрение принципов субъективной (виновной) ответственности, индивидуализации наказания, учета общественной опасности как признака преступления, новаторский подход к подстрекательству и пособничеству. Основанием уголовной ответственности Ю. Макаревич считал вину лица и одновременно общественную опасность его деяния. Концепции Ю. Макаревича в межвоенный период нашли свое отражение в уголовных кодексах Дании 1930 г., Италии 1930 г., Швейцарии 1937 г. (по Н. Н. Сеньку).
Автор ряда монографий («Суть преступления» (1896), «Идеальная совокупность преступлений в австрийском уголовном кодексе [?]» (1897), «Вступление к философии уголовного права» (1906), «Юридические статьи» (1907), «Уголовное право мира» (1914), «Польское уголовное право» (1919), «Уголовное право: сравнительный анализ» (1924)); автор Общей части Уголовного кодекса Польши 1932 г. (известного как «кодекс Макаревича») и комментария к нему. УК Польши 1932 г. основывался на положениях классической и социологической школ уголовного права и был одним из самых прогрессивных уголовных законов того времени. Как следствие влияния социологической школы УК в 1932 г. впервые в Польше ввели институт мер безопасности.

### Работы
- Makarewicz, Juliusz. Prawo karne. Wykład porównawczy z uwzględnieniem prawa obowiązującego w Rzeczpospolitej Polskiej, Lwów — Warszawa 1924.
- Kodeks karny z komentarzem i orzecznictwem SN, Lwów 1935 и 1938 (изд. V)[4].